# TRIP6
TRIP6‏ (Thyroid hormone receptor interactor 6) هوَ بروتين يُشَفر بواسطة جين TRIP6 في الإنسان.